# یواس‌اس بامپر (اس‌اس-۳۳۳)
یواس‌اس بامپر (اس‌اس-۳۳۳) (به انگلیسی: USS Bumper (SS-333)) یک زیردریایی است که طول آن ۳۱۱ فوت ۹ اینچ (۹۵٫۰۲ متر) می‌باشد. این زیردریایی در سال ۱۹۴۴ ساخته شد.